# NGC 6345
NGC 6345 (również PGC 59945) – galaktyka soczewkowata (S0), znajdująca się w gwiazdozbiorze Smoka. Odkrył ją Lewis A. Swift 13 maja 1887 roku.